# Sigmund von Birken

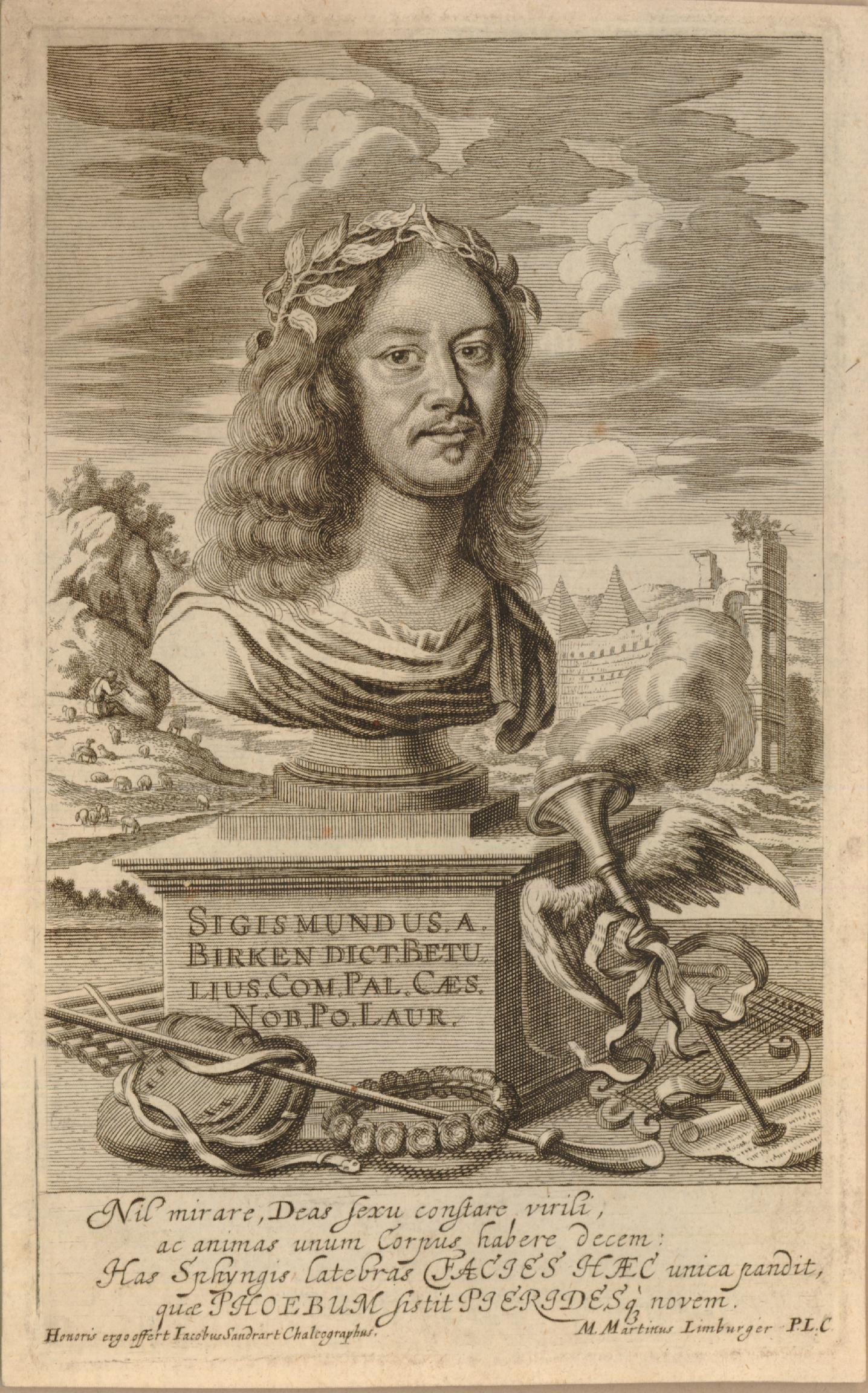
Porträt von Sigmund von Birken, Kupferstich von Jacob von Sandrart

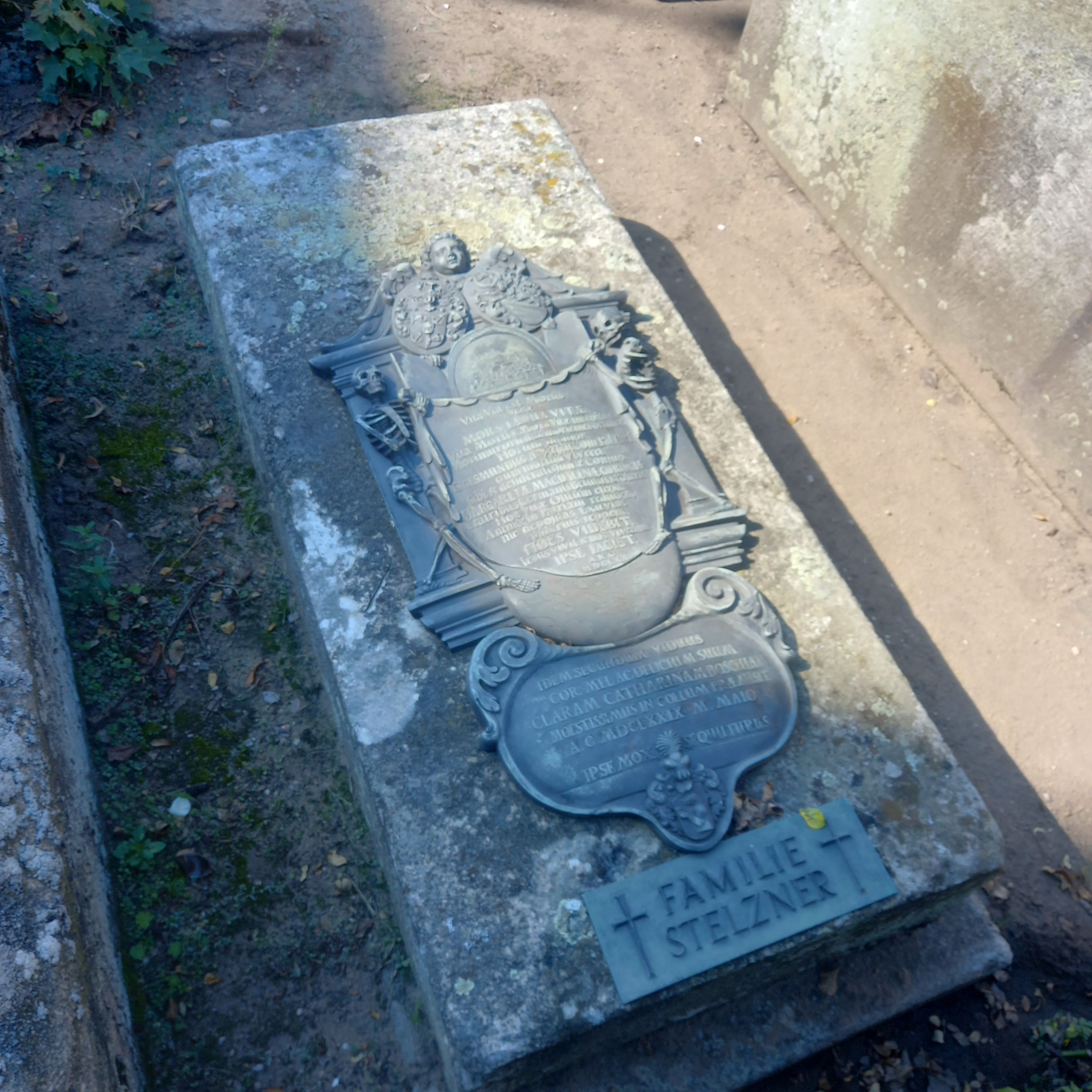
Grab von Sigmund von Birken auf dem Johannisfriedhof (Nürnberg)

Sigmund von Birken (auch Sigismund von Birken; * 25. April 1626 in Wildstein, Elbogener Kreis; † 12. Juni 1681 in Nürnberg, Fränkischer Reichskreis) war ein protestantischer deutscher Dichter, Schriftsteller und Übersetzer des Barock, Mitglied unter anderem des Pegnesischen Blumenordens zu Nürnberg und der Fruchtbringenden Gesellschaft, des sogenannten Palmenordens.

## Leben

### Herkunft
Sigmund Birken wuchs in einem Pfarrhaus auf. Er war der Sohn von Daniel Betulius, dem Ortspfarrer von Wildstein bei Eger in Böhmen. 1629 wurde die protestantische Familie von dort aus Glaubensgründen vertrieben und flüchtete nach Nürnberg, der Heimatstadt der Mutter. Bis zu seiner Nobilitierung 1654 trug der Dichter den Namen Sigmund (oder Sigismundus) Betulius.

### Frühe Dichterjahre

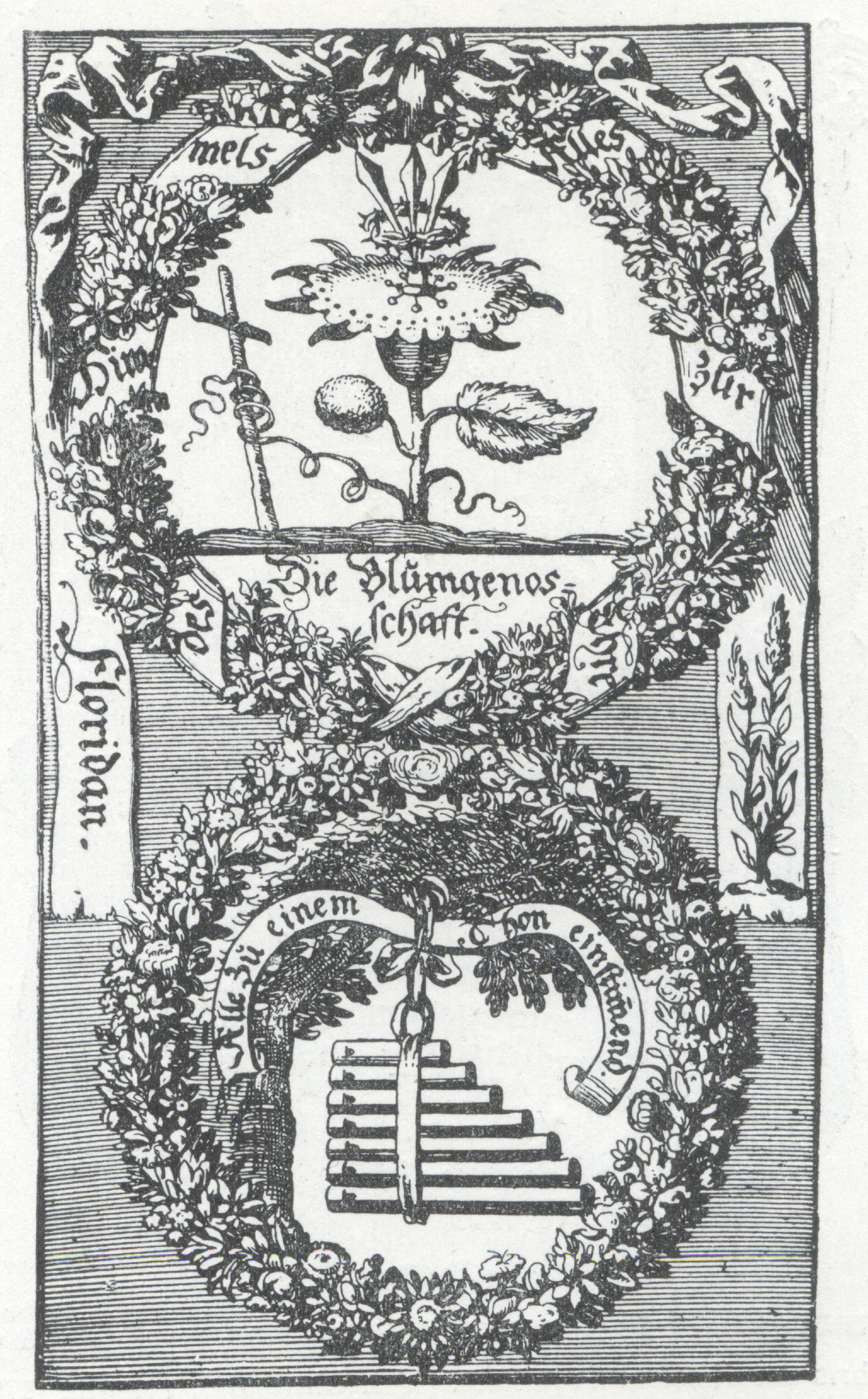
Exlibris von Sigmund von Birken, gestaltet von Joachim von Sandrart (circa 1670)

Nach dem Besuch der Lateinschule des Heilig-Geist-Spitals und ab 1632 der Egidienschule in Nürnberg studierte Birken von 1643 bis 1644 die Rechtswissenschaften in Jena. Zur Jahreswende 1644/45 brach er sein Studium ohne Abschluss ab und ging nach Nürnberg zurück. Dort verfasste er im Frühjahr 1645 sein erstes größeres Werk, die Fortsetzung der Pegnitzschäferei, und wurde unter dem Pseudonym „Floridan“ Mitglied des Pegnesischen Blumenordens. Vom Ende des Jahres bis Oktober 1646 wirkte er als Hofmeister (Lehrer und Erzieher) der Prinzen Anton Ulrich und Ferdinand Albrecht sowie von deren Schwestern Sibylle Ursula, Clara Augusta und Maria Elisabeth am Hof in Wolfenbüttel. Nachdem er dort – wohl unfreiwillig – entlassen worden war, folgte eine zweijährige Wanderung durch Norddeutschland, auf der er u. a. Johann Rist kennenlernte und die ihn bis nach Rostock führte.
Sein Geld verdiente Birken erneut als Hofmeister. Im November 1648 kehrte er nach Nürnberg zurück. In den folgenden beiden Jahren wurde er über die Grenzen seiner Heimat hinaus als Dichter bekannt: 1649 und 1650 tagten dort Gesandte aus ganz Deutschland und Schweden, die auf dem Nürnberger Exekutionstag über die Bestimmungen zur Ausführung des Westfälischen Friedens verhandelten. Birken machte sich als Poet mit Lobesversen auf den Leiter der kaiserlichen Delegation, Ottavio Piccolomini, einen Namen und führte auf dem abschließenden Friedensfest am 14. Juli 1650 mit Nürnberger Schülern sein Friedensspiel Teutscher Kriegs Ab- und Friedens-Einzug auf.
Auch in den folgenden Jahren wirkte Birken als Dichter und Erzieher. Er versuchte, sich als freier Schriftsteller zu etablieren, konnte aber von dieser Tätigkeit nicht leben. In Gottlieb Amadeus von Windisch-Graetz, mit dem er in Nürnberg Freundschaft geschlossen hatte, fand er einen einflussreichen Förderer am Hof in Wien. Im Mai 1654 wurde er mit dessen Unterstützung von Kaiser Ferdinand III. in den Adelsstand erhoben und zum kaiserlichen Hofpfalzgrafen ernannt. Seitdem nannte er sich „von Birken“.

### Gesellschaftliche Aktivität
Die Bekanntschaft mit Windischgrätz führte 1658 dahin, dass Birken durch Herzog Wilhelm IV. von Sachsen-Weimar in die Fruchtbringende Gesellschaft aufgenommen wurde. Birken wurde der Gesellschaftsname „der Erwachsene“ und das Motto „zu größern Ehren“ verliehen. Als Emblem ist ihm das „Weiße duppelte Veilchen“ zugedacht worden. Im Köthener Gesellschaftsbuch der Fruchtbringenden Gesellschaft findet sich Birken als 681. Mitglied eingetragen. Schon 1644 war Birken von Philipp von Zesen in die Deutschgesinnte Genossenschaft aufgenommen worden – wahrscheinlich ohne dass er davon etwas wusste.
1662 wurde er Präsident des „Pegnesischen Blumenordens“. Die Dichtergesellschaft war 1644 von Georg Philipp Harsdörffer und Johann Klaj ins Leben gerufen worden, beide waren in der Zwischenzeit verstorben. Unter Birken als dem „Oberhirten“ vermehrte sich die Mitgliederzahl um ein Vielfaches. Sein Verdienst ist es, als erster auch Frauen in eine Dichtergruppe aufgenommen zu haben. Bis zu Birkens Tod verfassten die Ordensmitglieder gemeinsam unter seiner Federführung Hunderte von Schäfergedichten zu Geburten, Hochzeiten und Todesfällen, die in kleinen Schriften als so genannte Gelegenheitsdichtung veröffentlicht wurden.

## Künstlerisches Schaffen
Birken, einer der vielfältigsten und produktivsten Autoren des 17. Jahrhunderts, trat außer als Schäferdichter auch als Verfasser von Andachtsliedern, Geschichtsschriften und Historiendramen hervor.
Mit dem Donaustrand, einer 1664 anlässlich der Türkenkriege veröffentlichten Beschreibung historischer Stätten am Donaulauf, landete er einen echten Bestseller auf dem Buchmarkt: Alle 2.000 Exemplare des Werks waren innerhalb weniger Wochen ausverkauft, es folgten über 20 weitere Auflagen.
Seine umfangreichste Schrift ist der mit Hunderten von Kupferstichen bebilderte Spiegel der Ehren des Erzhauses Österreich von 1668, in dem auf 1.500 Seiten die Geschichte der Habsburger vom Mittelalter bis zu Kaiser Maximilian I. nacherzählt wird. In ähnlichen Schriften verherrlichte Birken das Welfenhaus (Guelfis, 1669) und die sächsischen Kurfürsten (Sächsischer Heldensaal, 1677).
In seinem Vorwort zur Aramena Anton Ulrichs von Braunschweig-Wolfenbüttel setzte er sich als erster Autor in deutscher Sprache theoretisch mit der Literaturgattung des Romans auseinander.
Weniger bekannt ist Birken als Übersetzer lateinischer und französischer Texte und anonymer „Ghostwriter“ für andere Autoren und Verleger. Ein gutes Beispiel für diese Tätigkeit ist der Orbis sensualium pictus von Johann Amos Comenius, ein bis in das 19. Jahrhundert gebrauchtes Schulbuch zum Erlernen von Fremdsprachen, das Birken nicht nur bearbeitet, sondern vollständig neu konzipiert hat. Der deutsche Wortschatz wurde so maßgeblich durch Birken geprägt.
Birken spannte im Lauf der Jahre ein engmaschiges Netz von Kontakten und hatte Verbindungen zu prominenten Schriftstellern des Barock wie Johann Wilhelm von Stubenberg, Catharina Regina von Greiffenberg, Georg Neumark und Justus Georg Schottel. Er wirkte als Anlaufstelle für alle möglichen literarischen Dienstleistungen und wurde dafür von den Zeitgenossen hoch geachtet. Gemeinsam mit dem Nürnberger Theologen Johann Michael Dilherr schuf er einige emblematische Erbauungsbücher, gemeinsam mit Komponisten wie Johann Erasmus Kindermann viele geistliche Lieder. Außerdem arbeitete Birken mit den besten Künstlern seiner Zeit zusammen, so mit Jacob und Joachim von Sandrart. Diesen unterstützte er als im Hintergrund wirkender Autor bei dessen kunsttheoretischem Werk Teutsche Akademie der edlen Bau-, Bild- und Malereikünste (1675 und 1679) und bei dessen Bearbeitung von Vincenzo Cartaris Le imagini colla sposizione degli dei degli antichi (Deutscher Titel: Iconologia Deorum oder Abbildung der Götter welche von den Alten verehret wurden) (1680).

## Vermächtnis

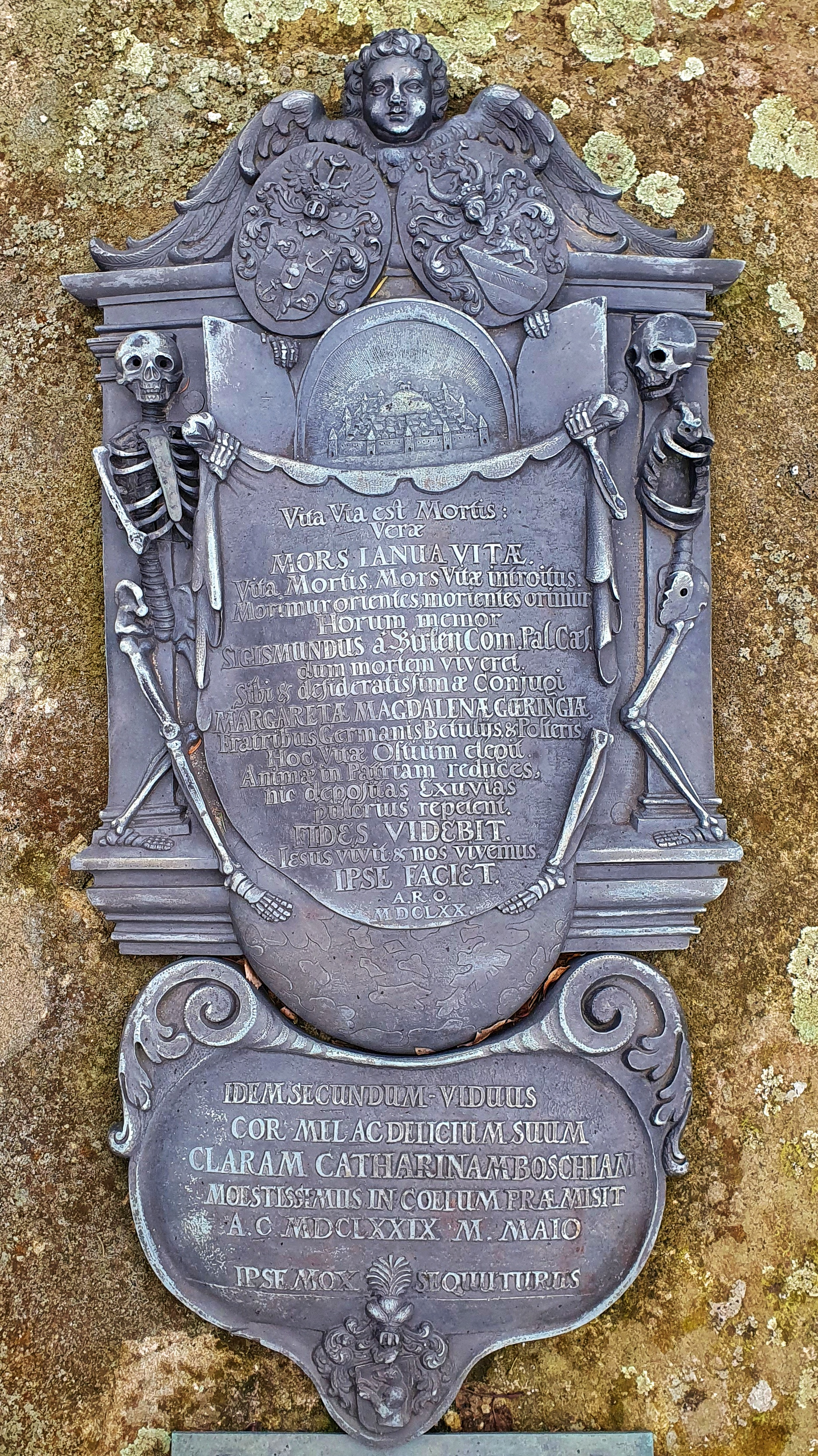
Sigmund von Birken, Epitaph auf dem Johannisfriedhof Nürnberg

Gegen Ende seines Lebens veröffentlichte Birken als Summe seiner Erfahrungen die Teutsche Rede-bind- und Dicht-Kunst. In diesem Werk, einer der letzten typischen Barock-Poetiken, zitiert er hunderte seiner eigenen Gedichte als vorbildlich für den Schüler der Dichtkunst. Diese wurde im 17. Jahrhundert nicht wie heute als Sache der Genies betrachtet, sondern als erlernbares Handwerk. Dementsprechend werden Hunderte von Regeln vorgeführt, die der Schüler der Poesie erlernen soll, um „gute“ Gedichte schreiben zu können.
Sigmund von Birken verstarb am 12. Juni 1681 in Nürnberg und wurde auf dem Johannisfriedhof beigesetzt (Grabnummer IB, 054b). Nach seinem Tod ging es mit dem Pegnesischen Blumenorden bald bergab. Er existiert heute noch als Verein von Nürnberger Bürgern, die stolz auf ihre literarische Vergangenheit verweisen.
Von großem Wert für die weitere Erforschung der Barockliteratur ist das Erbe Birkens: Er hat der Nachwelt ca. 10.000 Manuskriptseiten und ca. 2.000 Briefe von 400 Korrespondenten hinterlassen. Sie werden heute im Historischen Archiv des Germanischen Nationalmuseums in Nürnberg aufbewahrt. An den Manuskripten kann man studieren, dass Birken auch ein begabter Zeichner war und komponieren konnte. Auf dieser bislang noch nicht ausgeschöpften Grundlage wird man zu einer Neubewertung von Birkens zentraler Rolle in der Literatur des 17. Jahrhunderts kommen müssen.
Von seinen zahlreichen geistlichen Liedern sind heute noch zwei im Evangelischen Gesangbuch zu finden: das Passionslied Jesu, deine Passion will ich jetzt bedenken (EG 88, auch von Johann Sebastian Bach in BWV 5 und in einer Version der Johannespassion verwendet) sowie Lasset uns mit Jesus ziehen (EG 384).

## Werke (Auswahl)
- Teutscher Kriegs-Ab- und Friedens-Einzug, Friedensspiel, 1650
- Die fried-erfreuete Teutonie, Geschichtsschrift, 1652 (Digitalisat und Volltext im Deutschen Textarchiv)
- Geistliche Weihrauchkörner, Andachtsgedichte, 1652
- Ostländischer Lorbeerhain. Ein Ehrengedicht von dem Höchstlöblichen Erzhaus Österreich, 1657
- Der Donaustrand, geographisches Werk, 1664
- Pegnesische Gesprächsspiel-Gesellschaft, Schäfergedichte, 1665 (Digitalisat und Volltext im Deutschen Textarchiv)
- Hochfürstlicher Brandenburgischer Ulysses oder Verlauf der Länder Reise/ Welche Der ... Fürst und Herr Christian Ernst/ Marggraf zu Brandenburg/ zu Magdeburg/ ... Durch Teutschland/ Frankreich/ Italien und die Niderlande ... hochlöblichst verrichtet. Aus den Reis-Diariis zusammengetragen, Reisebericht, 1668
- Spiegel der Ehren des Erzhauses Österreich, Geschichtsschrift, 1668 zusammen mit Johann Jakob Fugger (Hrsg.)[2]
- Todesgedanken und Totenandenken, Andachtsgedichte, 1670
- Pegnesis, zweibändige Sammlung von Schäferdichtungen, 1673 und 1679A
- Teutsche Rede-bind- und Dicht-Kunst, Poetik, 1679
- Margenis, Friedensspiel, 1679
- Heiliger Sonntagshandel und Kirchwandel, geistliche Lieder, 1681

## Moderne Ausgaben
- Klaus Garber, Ferdinand van Ingen, Hartmut Laufhütte und Johann Anselm Steiger (Hrsg.). Mitbegründet von Dietrich Jöns: Sigmund von Birken: Werke und Korrespondenz. Niemeyer, Tübingen 1988–2009, ISBN 3-484-10584-4; de Gruyter, Berlin 2010–2018 (alle Bände auch Bände von Neudrucke deutscher Literaturwerke Neue Folge, ISSN 0077-7668, Fehlerhafte ISSN der Vorlage: 0077-7688)
  - Band 1: Floridans Amaranten-Garte. 2 Teilbände. Herausgegeben von Klaus Garber und Hartmut Laufhütte. Max Niemeyer, Tübingen 2009, ISBN 978-3-484-97107-3.
  - Band 2: Birken-Wälder. 2 Teilbände. Herausgegeben von Klaus Garber, Ferdinand van Ingen, Hartmut Laufhütte und Johann Anselm Steiger. De Gruyter, Berlin / Boston 2014, ISBN 978-3-11-036284-8.
  - Band 3: Poetische Lorbeer-Wälder. 2 Teilbände. Herausgegeben von  Ralf Schuster. De Gruyter, Berlin 2018, ISBN 978-3-11-046700-0.
  - Band 5: Sigmund von Birken: Todten‐Andenken und Himmels‐Gedanken oder Gottes‐ und Todes‐Gedanken. 2 Teilbände. Herausgegeben von Johann Anselm Steiger. Max Niemeyer, Tübingen 2009, ISBN 978-3-11-023018-5.
  - Band 7: Sigmund von Birken: Anhang zu Todes‐Gedanken und Todten‐Andenken. Emblemata, Erklärungen und Andachtlieder zu Johann Michael Dilherrs Emblematischer Hand‐ und Reisepostille. 2 Teilbände. Herausgegeben von Johann Anselm Steiger. Walter de Gruyter, Berlin u. a.  2012, ISBN 978-3-11-029841-3.
  - Band 8: Erbauungsschrifttum. 2 Teilbände. Herausgegeben von Johann Anselm Steiger, Thomas Illg und Ralf Schuster. De Gruyter, Berlin / Boston 2014, ISBN 978-3-11-039261-6.
  - Band 9: Der Briefwechsel zwischen Sigmund von Birken und Georg Philipp Harsdörffer, Johann Rist, Justus Georg Schottelius, Johann Wilhelm von Stubenberg und Gottlieb von Windischgrätz: Frühe Briefwechsel. 2 Teilbände. Herausgegeben von Klaus Garber, Ferdinand van Ingen, Hartmut Laufhütte, Johann-Anselm Steiger. Max Niemeyer, Tübingen 2007, ISBN 978-3-11-094718-2.
  - Band 10: Der Briefwechsel zwischen Sigmund von Birken und Margaretha Magdalena von Birken und Adam Volkmann. 2 Teilbände. Herausgegeben von Klaus Garber, Ferdinand van Ingen, Hartmut Laufhütte, Johann Anselm Steiger. De Gruyter, Berlin / Boston 2010, ISBN 978-3-11-025140-1.
  - Band 11: Der Briefwechsel zwischen Sigmund von Birken und Johann Michael Dilherr, Daniel Wülfer und Caspar von Lilien. 2 Teilbände. Herausgegeben von Almut und Hartmut Laufhütte. De Gruyter, Berlin 2015, ISBN 978-3-11-029181-0.
  - Band 12: Der Briefwechsel zwischen Sigmund von Birken und Catharina Regina von Greiffenberg. 2 Teilbände. Herausgegeben von Klaus Garber, Ferdinand van Ingen, Hartmut Laufhütte, Johann Anselm Steiger. Max Niemeyer, Tübingen 2005, ISBN 978-3-11-091682-9.
  - Band 13: Der Briefwechsel zwischen Sigmund von Birken und Mitgliedern des Pegnesischen Blumenordens und literarischen Freunden im Ostseeraum. 2 Teilbände. Herausgegeben von Klaus Garber, Ferdinand van Ingen, Hartmut Laufhütte, Johann Anselm Steiger. De Gruyter, Berlin / Boston 2012, ISBN 978-3-11-029246-6.
  - Band 14: Prosapia / Biographia. Hrsg. von Dietrich Jöns, Hartmut Laufhütte. 1988, ISBN 3-484-28041-7[3].
- Karl Pörnbacher (Hrsg.): Die Truckene Trunkenheit. Mit Jakob Baldes Satyra contra abusum tabaci (= Deutsche Barock-Literatur). Kösel, München 1967.
- Joachim Kröll (Hrsg.): Die Tagebücher des Sigmund von Birken (= Veröffentlichungen der Gesellschaft für Fränkische Geschichte. Reihe 8, Darstellungen aus der fränkischen Kunstgeschichte 5 und 6). 2 Bände, Schöningh, Würzburg 1971 und 1974, ISBN 3-87717-241-5 (Bd. 1, 1971), ISBN 3-87717-242-3 (Bd. 2, 1974).
- John Roger Paas (Hrsg.): Unbekannte Gedichte und Lieder des Sigmund von Birken (= Chloe. Band 11). Editions Rodopi, Amsterdam 1990, ISBN 90-5183-231-1.